# Куклільні
Куклільні (Coccyzinae) — підродина зозулеподібних птахів родини зозулевих (Cuculidae). Включає 18 видів у трьох родах. Мешкають від Канади до Аргентини.

## Характеристика
Його представники в основному комахоїдні. Зазвичай вони будують гнізда на деревах, де відкладають до 7 яєць, хоча деякі види відкладають лише 2-3. Відомий лише один представник підродини, який практикує гніздовий паразитизм — кукліло чорнодзьобий (Coccyzus erythropthalmus).

## Роди
- Кукліло (Coccyzus) — 13 видів;
- Coccycua — 3 види;
- Піая (Piaya) — 2 види.